# The Man in the Blue Flannel Pants
The Man in the Blue Flannel Pants —titulado El hombre de los pantalones de franela azul en Hispanoamérica y El hombre de los pantalones azules en España— es el séptimo episodio de la vigesimotercera temporada de la serie de animación Los Simpson, estrenado originalmente el 27 de noviembre de 2011 en los Estados Unidos por la cadena Fox. Obtuvo una audiencia de 5,6 millones de personas durante esta emisión. En el episodio, Homer se convierte en un jefe de cuentas para Montgomery Burns después de la exitosa celebración de un evento de marketing viral para Krusty el payaso. Mientras tanto, Lisa enseña a Bart a leer novelas clásicas como Mujercitas. El nuevo trabajo de Homer afecta a su familia, ya que él se hace más distante y al final tiene que elegir entre su familia o su nuevo trabajo.
Jeff Westbrook escribió el episodio, mientras que Steven Dean Moore estuvo a cargo de la dirección. Esto funciona principalmente como una parodia hacia la serie de televisión Mad Men, y destaca las voces invitadas del actor principal de la serie, John Slattery y el creador Matthew Weiner. La crítica valoró el episodio como de calidad intermedia, pero recibió una mala crítica por las oportunidades perdidas con las parodias de Mad Men.

## Sinopsis
La familia Simpson organiza una fiesta para promover la nueva marca de licor de Krusty el payaso, Absolut Krusty. El Sr. Burns toma nota del éxito de la fiesta y decide nombrar a Homer como el nuevo jefe de cuentas de la Planta Nuclear de Springfield. Robert Marlowe, un veterano contable, se convierte en el mentor de Homer y le introduce a la buena vida en la oficina ejecutiva. El trabajo cambia a Homer en un individuo triste, que bebe en la oscuridad y se queja de la absurdidad de su trabajo. Cuando Homer empieza a hacer largas horas en la oficina por costumbre y se distancia de su familia, unas vacaciones con Marge y los niños le hacen darse cuenta de que la familia debe anteponerse siempre al trabajo. Mientras tanto, Lisa da a conocer a Bart un nuevo mundo de la literatura que despierta su interés en la lectura de novelas clásicas. Al principio, a Bart le cuesta mucho esfuerzo la lectura y sugiere que debería buscar un trabajo donde no sea necesario leer. Lisa insiste y finalmente consigue que Bart aprenda a leer de forma correcta. Cuando los brabucones le ven leyendo una novela clásica en la escuela, le obligan a leerles en alto Mujercitas.
Mientras tanto, tanto Marge como el Sr. Burns quieren que Homer vaya en el mismo viaje en balsa. Homer comienza en la lancha con su familia, pero luego se pasa el tiempo nadando entre la lancha de Burns y de su familia. Marge descubre que ha realizado una reserva doble cuando ambas lanchas pasan cerca de una cascada, y está molesta por el hecho de que se decantó por el trabajo durante una excursión familiar. Homer solo puede salvar una balsa, y salva la balsa de su familia. Como el Sr. Burns y los ejecutivos están a punto de acercarse a la cascada, Marlowe monta una lancha a motor y lleva al Sr. Burns a la seguridad, mientras que los ejecutivos decaen por el borde. Homer cae por la catarata solo, pero resulta totalmente ileso. Posteriormente, en casa, Homer le dice a Marge que es de nuevo un inspector de seguridad. Comienzan unos fuegos artificiales y se muestra que su causa es un incendio en la planta nuclear de Springfield, probablemente por un fallo de Homer en el trabajo.

## Producción
Jeff Westbrook y Steven Dean Moore escribieron y dirigieron «The Man in the Blue Flannel Pants», respectivamente. Los actores Kevin Michael Richardson, John Slattery y Matthew Weiner fueron las estrellas invitadas en el episodio. Weiner es el creador, escritor y productor ejecutivo de la serie de televisión Mad Men en el cual Slattery interpreta al personaje Roger Sterling. El argumento es una parodia a la serie Mad Men. Homer interpreta al protagonista de la serie, Don Draper, y el papel de Slattery, Robert Marlowe comparte similitudes con Roger Sterling. El papel de Weiner en el episodio fue un breve cameo como uno de los hombres de negocios en el viaje en balsa con el Sr. Burns. El protagonista de Mad Men, John Hamm, no apareció en el episodio, pero sí apareció en «Donnie Fatso», perteneciente a la temporada veintidós, como un personaje diferente a la serie. El episodio incluso recrea una escena de la serie, en la que una corta césped corre suelto en una oficina. En una entrevista con IGN en 2011, el productor ejecutivo del episodio, Al Jean, declaró que Mad Men es uno de los dos programas que siempre intenta seguir.
Chris Ledesma editó la música utilizada en el episodio. En su propio blog, explicó que este episodio requirió muy poco acompañamiento musical. En algunos casos, ese tipo de acompañamiento se usa para resaltar algunas escenas que no funcionan como se esperaba. Si el episodio, por el contrario, cuenta con un buen guion y contiene interpretaciones destacables por parte de los actores de voz, entonces la música termina distrayendo. Ledesma pensaba que el «episodio ofrecía un buen equilibrio entre el diálogo y la música». El tema de la película Moment to Moment, escrito por Henry Mancini, fue presentado durante la escena de Homer mientras trabaja en su nuevo trabajo. El episodio concluye con un tema musical, la versión del compositor Alf Clausen del tema de Mancini. En total, se usaron cinco minutos de música en el episodio.
Además, «The Man in the Blue Flannel Pants» presenta numerosas referencias a la edad del personaje del Sr. Burns. Cuando Burns pide al disc jockey una canción, le dice que ponga «cualquier cosa de Prince... ¿Guillermo, de Prusia?». El príncipe Guillermo de Prusia fue el segundo integrante de la línea sucesoria de acceso al trono alemán y vivió de 1906 a 1940. El disc jockey reproduce entonces «Come Josephine in My Flying Machine», de 1910. Otras citas de Burns incluyen: «¡Qué ironía!, sobreviví al Titanic construyendo una balsa con pasajeros de la clase turista... y ahora esto».

## Lanzamiento
La cadena Fox emitió originalmente «The Man in the Blue Flannel Pants» en los Estados Unidos el 27 de noviembre de 2011. Atrajo a 5 610 000 durante esta emisión, y recibió una cuota de pantalla de 2,6 dentro de la franja demográfica de 18 a 49 años, lo cual fue una caída del 4% desde su anterior episodio «The Book Job», y un seis por ciento de la cuota de audiencia. Fue precedido por The Cleveland Show y se convirtió en el programa más visto dentro del grupo de Fox Animation Domination esa noche. Tuvo más espectadores que Padre de familia (5,5 millones), American Dad (4,48 millones), The Cleveland Show (3,67 millones) y Allan Gregory (3,18 millones). Sin embargo, el episodio fue más visto que Padre de familia en la franja etaria de 18 a 49 años. Siete días después de la transmisión inicial, el episodio tuvo un incremento del 19,2% en cantidad de televidentes de dicha edad, lo que subió la audiencia total a 3,1. La cantidad total de espectadores aumentó un 15,7%, es decir, 6,49 millones. En la semana del 21 al 27 de noviembre de 2011, «The Man in the Blue Flannel Pants» terminó en el puesto veintiuno en la clasificación de los programas emitidos en el horario central entre espectadores de 18 y 49 años.

## Recepción
Desde su emisión, «The Man in the Blue Flannel Pants» ha sido generalmente aceptada como de calidad intermedia por los críticos de televisión. Jocelyn W de Daemon's TV concluyó que «aunque el episodio no estuvo en la cima de lo divertido, resultó ser bastante entretenido», y señaló que el momento más divertido del episodio fue cuando Maggie conducía ebria. Hayden Childs de The A.V. Club le dio al episodio una calificación de «B-» y encontró que «no fue particularmente divertido, pero tampoco era particularmente mala». Alabó el episodio como «un guion sólido» y con «elementos que se pueden ver en los mejores episodios, como un foco que no se halla demasiado lejos de la familia Simpson y una acertada trama secundaria». A pesar de esto, sintió que «las bromas son tan moderadas y suaves que el episodio zumba por sin levantar una sonrisita sola o la sonrisa completa». Asimismo, Jason Hughes de AOL TV comentó que «mientras esto era un episodio bastante encantador, no hubo momentos de sátira inteligente o torceduras inesperadas». Josh Harrison de la página web Ology fue un poco más negativo y comentó que el episodio era «simpático pero insuficiente desde el punto de vista cómico». Concluyó que no era nada especial y le dio una calificación de seis sobre diez.
En la parodia de Mad Men, Childs vio potencial para la comedia en la transformación de Homer en Don Draper, pero concluyó que ese era el momento en «donde el episodio pudo haberse vuelto muy divertido y ágil, pero esas bromas no son de lo mejor». Siguió y comentó que «Don Draper es un personaje triste, es cierto, pero hay cierto potencial cómico en sus pretenciones y su vanidad. Los escritores están reparando en este aspecto de su caracterización en menor grado, pero no lo están satirizando». Hughes no quedó impresionado con la parodia y comentó sarcásticamente que la burla era «tan aguda, que uno juraría que es 2008». Asimismo Jocelyn W llamó la parodia «inoportuno, aunque gracioso de vez en cuando».